# Kurt Dülfer
Kurt Dülfer (* 10. Juni 1908 in Elberfeld; † 3. September 1973 in Marburg) war ein deutscher Historiker und Archivar. Er war von 1963 bis 1973 Leiter des Staatsarchivs und der Archivschule Marburg.

## Leben
Nach dem Abitur am Realgymnasium in Elberfeld studierte Dülfer von 1926 bis 1933 Geschichte in Würzburg, München und Marburg. Nach der Promotion an der Universität Marburg absolvierte er 1933/34 die preußische Archivarsausbildung am Institut für Archivwissenschaft in Berlin-Dahlem und begann 1935 seine berufliche Laufbahn am Geheimen Staatsarchiv in Berlin als sogenannter Archivhilfsarbeiter. 1941 wurde ihm der Titel eines Staatsarchivrats verliehen. Zuvor hatte er von 1937 bis 1939 als stellvertretender Leiter der Leibniz-Edition an der Preußischen Akademie der Wissenschaften gewirkt und war zu diesem Zweck von seiner archivarischen Tätigkeit freigestellt worden. Von 1941 bis 1944 wurde Dülfer zur Deutschen Kulturgutkommission für das Baltikum nach Riga abgeordnet und gehörte zeitweilig dem Einsatzstab Reichsleiter Rosenberg (ERR) an.
Nach dem Krieg fand Dülfer 1946 eine Anstellung beim Hessischen Staatsarchiv Marburg, dessen Leitung er 1963 übernahm. Mit diesem Amt verbunden war auch die Leitung der Archivschule Marburg. Bis zu seinem Eintritt in den Ruhestand (1973) übte er diese beiden Funktionen aus.
Dülfer war seit der Gründung (1949) Dozent an der Archivschule Marburg, Lehrbeauftragter für Archivwesen und Aktenkunde an der Universität Marburg (seit 1953), Honorarprofessor an der Universität Gießen (seit 1963), Mitglied der Historischen Kommission für Schlesien, der Baltischen Historischen Kommission  und Präsident des Johann Gottfried Herder-Forschungsrates in Marburg (seit 1972).

## Werke
- Die politische Korrespondenz Philipps des Großmütigen in der Frühzeit evangelischer Bündnispolitik 1525-1529. T. 1: Die Packschen Händel im Lichte der hessischen Politik. Elwert, Marburg 1938 (Dissertation Universität Marburg).

- Die Regierung in Kassel vornehmlich im 19. und 20. Jahrhundert. Grundzüge ihrer Arbeit und Organisation. Geschichte ihrer Bauten, Kassel 1960.
- Gebräuchliche Abkürzungen des 16.-20. Jahrhunderts. Marburg 1966 (Nachdruck der 9. Aufl. Marburg 2013, ISBN 978-3-923833-76-4).
- Schrifttafeln zur deutschen Paläographie des 16.–20. Jahrhunderts, Marburg 1966 (13. Aufl. Marburg 2013, ISBN 978-3-99283-328-3).